# Tufuga Efi
Tupua Tamasese Tupuola Tufuga Efi (Moto'otua, 1. ožujka 1938.), samoanski političar i propagant samoanskog jezika. 16. lipnja 2007. izabran je na petogodišnji mandat poglavara države, O le Ao o le Maloa. Od 1976. do 1982. bio je predsjednik Vlade Samoe. Sin je Tupua Tamasese Mea'ole i Noue Irene Gustava Ta'isi Nelson. Školovao se u Wellingtonu. Oženjen je Masiofo Filifilia Imom.